# Parafia Chrystusa Króla w Bytomiu-Stolarzowicach
Parafia Chrystusa Króla w Bytomiu-Stolarzowicach – parafia rzymskokatolicka należąca do metropolii katowickiej, diecezji gliwickiej, dekanatu Bytom-Miechowice. 

## Historia parafii
Parafia powstała w 1926 roku jako kuracja 1 sierpnia 1926 r., po wprowadzeniu w życie wyników plebiscytu na Śląsku, na terytorium oddzielonym granicą państwową od macierzystej parafii Repty Śląskie.

## Proboszczowie
- Ks. Jakob Lusczyk, pierwszy kurator (1926 r.)
- Ks. Johannes Wycisk, pierwszy proboszcz (1926-1948)
- Ks. Hubert Sikora (1949-1957)
- Ks. Aleksander Kozieł (1957-1966)
- Ks. Bogusław Deyk (1966-1991)[3]
- Ks. Eugeniusz Kozok (1991-2018)[4]
- ks. Stanisław Wierny (od 2018)[5]

## Obszar parafii
Parafia obejmuje następujące ulice:
- dzielnica Stolarzowice: ul. Batalionów Chłopskich, ul. Boczna, ul. Bytomska, ul. Dąbrówki, ul. Głogowska, ul. Gombrowicza, ul. Kaczmarczyków, ul. Krzemienia, ul. Paczyńska,  ul. Paderewskiego, ul. Piastów Śląskich, plac Witkiewicza, ul. Pochyła, ul. Podleśna, ul. Powstańców, ul. Przyjemna, ul. Ptakowicka, ul. Rokitnicka, ul. Stolarzowicka (nr 171-218), ul. Suchogórska, ul. Wrzosowa
- dzielnica Stolarzowice-Osiedle: ul. Chmielewskiej, ul. Czecha, ul. Damrota, ul. Dunikowskiego, ul. Fredry, ul. Gombrowicza, ul. Kofty, ul. Kościuszki, ul. Krzyżowa Góra, ul. Mieszka I, ul. Musiała, ul. Ossolińskiego, plac Jana, ul. Planeta, ul. Szymkowiaka, ul. Tęczowa, ul. Trampisza, ul. Winklera, ul. Wróbla
- dzielnica Górniki: ul. Bolesława Śmiałego, ul. Gajowa, ul. Gutenberga, ul. Jagodnik, ul. Jasna, ul. Koksowa, ul. Ku Duklom, ul. Nadziei, ul. Osikowa, ul. PCK, ul. Pokoju, ul. Przyjemna, ul. Ptakowicka, ul. Radosna, ul. Sportowa, ul. Zgrzebnioka, ul. Żołnierska (wraz z ul. Tarnogórską nr 16-20 /parzyste/ z Wieszowy - na zasadzie pomocy duszpasterskiej)[2]

### Przedszkola i szkoły
- Przedszkole nr 53
- Przedszkole nr 54
- Szkoła Podstawowa nr 43
- Szkoła Podstawowa nr 47[2]

### Kaplice
- pogrzebowa na cmentarzu w Górnikach[2]